# 에이블씨엔씨
에이블씨엔씨(영어: Able C&C)는 '미샤(MISSHA)'를 주요 브랜드로 화장품 제조와 판매 사업을 영위하는 코스피 상장 기업이다. 매출은 100%가 화장품 제품에서 발생한다.
미샤 브랜드는 대한민국 화장품 시장에서 3.9%를 점유하고 있다. 2000년 웹사이트 뷰티넷에서 판매를 시작하였으며, 2004년부터는 호주 시드니 매장을 시작으로 27개국에 1,300여개에 달하는 해외 매장을 운영하고 있다.

## 업계 현황
2000년 초반 이후 국내 화장품시장은 '원브랜드숍'이 성장을 이끌어왔다. '원브랜드숍'이란 하나의 브랜드만 판매하는 화장품 매장으로, 더페이스샵, 미샤, 이니스프리, 스킨푸드, 네이처리퍼블릭 등이 있다. 원브랜드숍 형태의 유통 방식이 유행하게 되면서 업계 5위 안에 들던 한국화장품·코리아나 화장품 등의 브랜드는 몰락했다.
2013년에는 원브랜드숍 점유율 순위가 더페이스샵(1위), 미샤(2위), 이니스프리(3위) 순이었다.
미샤는 한때 '원브랜드숍 신화'로 일컬어지기까지 했으나 2014년 상반기에는 매출액이 아모레퍼시픽의 이니스프리에 밀려 업계 2위에서 3위로 내려갔다.

## 규모 및 실적
2023년 11월 8일 기준 시가총액은 2,183억원이다.
매출액 2,379억원, 영업이익은 100억원, 당기순이익 11억원이다.(※IFRS연결 2022. 12. 기준)

## 뷰티넷
18년 2월 27일 직장인 익명 보장 블라인드에 에이블씨엔씨 계열사 어퓨 본부장 성추행 사실이 드러났다. 제보자는 "사실만 말하겠다. 술자리에서 툭하면 껴안고 나이트에서 여성 직원이랑 블루스추고 여성 직원 집 앞에 찾아가서 술 먹자고 하였다. 카톡 프로필 사진을 보고 "몸매가 이리도 좋았는지 몰랐네" 라며 자기가 혹시 실수할까보아서 자기 취향 아닌 못나니만 뽑는다고 말하였던 사람" 이라고 폭로글을 게재하였다. 또 다른 제보자는 "술자리 사전 면접 유명하다. 몸매 좋고 자기 취향이다 싶으면 공식면접 전 같이 불러 술부터 먹는다. 에이블 오고 싶은 BM(브랜드메니저) 이면 어쩔 수 없이 웃으면서 응하는거고 뽑혀도 무슨 옷을 입든 몸매 품평하고 다닌다" 며 미투운동이 전개되었다. 에이블씨엔씨 늑장 대응에 고객들 불만도 커지게 됐다. 이에 2월 28일 에이블씨엔씨는 뷰티넷을 통하여 "최근 회사 직원과 관련하여 논란이 되고 있는 사안에 대하여 매우 유감스럽게 생각한다. 문제 사안에 대하여 철저한 진상 조사가 진행 중이다. 조사 결과에 따라 마땅한 처분을 결정하도록 하겠다. 향후 이런 일이 재발하지 않도록 직원 교육과 관련 규정을 재정비하겠다" 라고 밝혔다.

## 연표
- 2000년 1월: 에이블 커뮤니케이션 창립. 미샤(MISSHA) 온라인 브랜드 론칭. 여성 포탈 뷰티넷 정식서비스 시작
- 2001년 5월: 뷰티넷 제품판매 실시
- 2002년 4월: 미샤 화장품 전문 직영 매장 1호점 오픈 (이대앞)
- 2003년 5월: 에이블씨엔씨로 사명 변경
- 2005년 8월: 미샤 재팬 온라인몰 오픈
- 2012년 10월: 출시 11개월 만에 더 퍼스트 트리트먼트 에센스 100만병 판매돌파

## 모델

### 현재 모델
- 박주미
- 손예진

### 과거 모델
- 원빈
- 장동건
- 동방신기
- 김혜수
- 이병헌
- 구하라
- 송하윤
- 박하선
- 보아
- 조인성
- 고준희
- 이혜상
- 박소담

## 같이 보기
- 미샤 (화장품)
- 어퓨